# Zarinskij rajon
Lo Zarinskij rajon (in russo Бурлинский район?) è un rajon del kraj dell'Altaj, nella Russia asiatica.